# Gréta Márton
Gréta Márton (* 3. Oktober 1999 in Mohács, Ungarn) ist eine ungarische Handballspielerin, die dem Kader der ungarischen Nationalmannschaft angehört.

## Karriere

### Im Verein
Márton wurde in Mohács geboren und zog in jungen Jahren mit ihren Eltern nach Budaörs. Sie spielte in ihrer Jugend bei Ferencváros Budapest. Nachdem die Außenspielerin in der Saison 2014/15 erstmals für die 2. Mannschaft von Ferencváros im Erwachsenenbereich eingesetzt wurde, lief sie ab der Folgesaison zusätzlich für die 1. Damenmannschaft in der höchsten ungarischen Spielklasse auf. Márton wurde ab Februar 2017 bis zum Saisonende 2016/17 an den Erstligisten MTK Budapest ausgeliehen, bei dem sie die am Kreuzband verletzte Zsófia Stranigg ersetzte. Anschließend kehrte sie wieder in den Erstligakader von Ferencváros zurück. Mit Ferencváros gewann sie 2021 und 2024 die ungarische Meisterschaft sowie 2022, 2023, 2024 und 2025 den ungarischen Pokal. Weiterhin stand sie mit Ferencváros im Finale der EHF Champions League 2023.

### In der Nationalmannschaft
Márton nahm mit der ungarischen Jugendnationalmannschaft an der U-18-Weltmeisterschaft 2016 teil, bei der sie den fünften Platz belegte. Ein Jahr später beendete sie mit der ungarischen Juniorinnennationalmannschaft die U-19-Europameisterschaft auf dem vierten Platz. Da dem Finalisten Russland aufgrund eines Dopingverstoßes die Silbermedaille aberkannt wurde, erhielt Ungarn nachträglich die Bronzemedaille. 2018 errang sie bei der U-20-Weltmeisterschaft die Goldmedaille.
Márton gehört mittlerweile dem Kader der ungarischen A-Nationalmannschaft an. Mit Ungarn nahm sie an der Weltmeisterschaft 2019, an der Europameisterschaft 2020, an den Olympischen Spielen 2020, an der Europameisterschaft 2022, an der Weltmeisterschaft 2023 und an den Olympischen Spielen 2024 teil. Bei der Europameisterschaft 2024 gewann sie die Bronzemedaille.